# Trollstigen
Trollstigen (ali Trollstigvegen; 'Pot trolov') je serpentinasta gorska cesta in prelaz v občini Rauma v okrožju Møre og Romsdal na Norveškem.
Je del norveške okrajne ceste 63, ki povezuje mesto Åndalsnes v Raumi in vas Valldal v občini Norddal. Je priljubljena turistična atrakcija zaradi svojega 10-odstotnega strmega naklona in enajstih zavojev po strmem pobočju gore. Med vrhunsko turistično sezono mimo okoli 2500 vozil dnevno.
Cesta je ozka s številnimi ostrimi ovinki, in čeprav je bilo med letoma 2005 in 2012 več ovinkov razširjenih, je vozilom, daljšim od 12,4 metra, vožnja po cesti prepovedana. V sezonah 2011 in 2012 so bili poskusno začasno dovoljeni avtobusi do 13,1 metra. Na planoti an višini 700 metrov je parkirišče in več razglednih balkonov s pogledom na ovinke in slap Stigfossen. Stigfossen pade 320 metrov po pobočju gore. Prelaz ima višino približno 850 metrov.
Trollstigen je pozno jeseni in pozimi zaprt. Običajna obratovalna sezona se razteza od sredine maja do oktobra, vendar je lahko včasih krajša ali daljša zaradi vremenskih razmer.

## Etimologija
Trollstigen pomeni 'pot trolov' ali 'sled trolov', iz norveškega stig (napisano tudi sti), iz stare norveške stigr.

## Zgodovina
Trollstigen je 31. julija 1936 po osmih letih gradnje odprl kralj Haakon VII. Norveški.
Večji turistični objekt z restavracijo je bil dokončan leta 2012. Zgrajenih je bilo več razglednih ploščadi in izboljšanih starejših konstrukcij. Trollstigen (skupaj z okrožno cesto 63) je 16. junija 2012 minister za promet in zveze uradno odprl kot nacionalno turistično pot. Sam Trollstigen (in alpski vrhovi na zahodu) leži znotraj varstvenega območja krajine Trollstigen, medtem ko je alpsko območje vzhodno od Trollstigena, vključno z gorovjem Trolltindene, del narodnega parka Reinheimen.
Poleti 2005 so cesto popravili in za zaščito pred skalnimi podori porabili približno 16 milijonov NOK, s čimer je cesta postala varnejša za vožnjo.
Junija 2021 je Telia Norge naročila okolju prijazno mobilno bazno postajo, ki se v celoti napaja iz sonca, vetra in vodika, s čimer je prvič doslej zagotovila pokritost z mobilno telefonijo v Trollstigenu.

## Gallery
- Center za obiskovalce Trollstigen
- Stigrøra s prodajo spominkov. V ozadju skalna formacija Trollklørne
- Alnesreset - najvišja točka na prelazu in občinska meja
- Stigfossen s Stigfossbruo, pogled od spodaj.
- Gora Trollryggen med Romsdalenom in Trollstigenom.
- Dokument o sprejemu za Trollstigvegen v Romsdalu, ki ga je podpisal Haakon VII (31. julij 1936)
- Spominski kamen z besedilom "Kralj Håkon je zgradil to cesto leta 1936"
- Spominski kamen
- Razgledišče
- Razgledišče
- Reka
- Reka pod razglediščem
- Trollstiggen blizu slapa Stigfossen